# Frank Hegarty
Frank Hegarty (eigentlich Francis Anthony Hegarty;) (* 14. Dezember 1892 in Londonderry; † 10. August 1944 in Rugby) war ein britischer Langstreckenläufer.
Beim Crosslauf der Olympischen Spiele 1920 in Antwerpen wurde er Fünfter und gewann mit der britischen Mannschaft Silber.